# Verein für Bewegungsspiele Leipzig 1993-1994
Questa voce raccoglie le informazioni riguardanti il Verein für Bewegungsspiele Leipzig nelle competizioni ufficiali della stagione 1993-1994.

## Stagione
Nella stagione 1993-1994 il VfB Lipsia, allenato da Bernd Stange, Jürgen Sundermann e Damian Halata, concluse il campionato di Bundesliga al 18º posto e fu retrocesso in 2. Bundesliga. In Coppa di Germania il VfB Lipsia fu eliminato al secondo turno dal Bayer Uerdingen.

## Rosa
| N. |                     | Ruolo | Calciatore       |
| -- | ------------------- | ----- | ---------------- |
| 3  | Germania (bandiera) | C     | Nico Däbritz     |
| 6  | Germania (bandiera) | C     | Steffen Heidrich |
| 18 | Germania (bandiera) | A     | Ronny Kujat      |
|    | Germania (bandiera) | P     | Maik Kischko     |
|    | Germania (bandiera) | P     | René Koslowski   |
|    | Germania (bandiera) | P     | Ingo Saager      |
|    | Germania (bandiera) | D     | Frank Edmond     |
|    | Germania (bandiera) | D     | Helmut Gabriel   |
|    | Germania (bandiera) | D     | Rico Kauerhof    |
|    | Germania (bandiera) | D     | Torsten Kracht   |
|    | Germania (bandiera) | D     | Matthias Lindner |
|    | Germania (bandiera) | C     | Dirk Anders      |
|    | Germania (bandiera) | C     | Uwe Bredow       |

| N. |                               | Ruolo | Calciatore           |
| -- | ----------------------------- | ----- | -------------------- |
|    | Stati Uniti (bandiera)        | C     | John Doyle           |
|    | Germania (bandiera)           | C     | Jörg Engelmann       |
|    | Germania (bandiera)           | C     | Dieter Hecking       |
|    | Germania (bandiera)           | C     | Matthias Liebers     |
|    | Germania (bandiera)           | C     | René Schmidt         |
|    | Germania (bandiera)           | C     | Uwe Trommer          |
|    | Brasile (bandiera)            | A     | Franklin Bittencourt |
|    | Germania (bandiera)           | A     | Marco Gräfe          |
|    | Armenia (bandiera)            | A     | Karen Markosyan      |
|    | Ghana (bandiera)              | A     | Alexander Opoku      |
|    | Macedonia del Nord (bandiera) | A     | Darko Pančev         |
|    | Germania (bandiera)           | A     | Jürgen Rische        |
|    | Germania (bandiera)           | A     | Florian Weichert     |

## Organigramma societario
Area tecnica
- Allenatore: Damian Halata
- Allenatore in seconda:
- Preparatore dei portieri:
- Preparatori atletici: Uwe Zimmermann

## Calciomercato

### Sessione estiva
| Acquisti | Acquisti         | Acquisti                     | Acquisti |
| R.       | Nome             | da                           | Modalità |
| -------- | ---------------- | ---------------------------- | -------- |
| A        | Florian Weichert | Amburgo                      |          |
| D        | Holger Bühner    | Rot-Weiß Erfurt              |          |
| C        | Steffen Heidrich | Chemnitz                     |          |
| A        | Ronny Kujat      | Lokomotive Lipsia (juniores) |          |

| Cessioni | Cessioni        | Cessioni          | Cessioni |
| R.       | Nome            | a                 | Modalità |
| -------- | --------------- | ----------------- | -------- |
| P        | Daniel Fröhlich | Sachsen Lipsia    |          |
| C        | Gennadi Grishin | Torpedo Mosca     |          |
| C        | Sarfo Gyamfi    | Hallescher        |          |
| D        | Torsten Kracht  | Stoccarda         |          |
| D        | Rico Pellmann   | Stahl Brandeburgo |          |

### Sessione invernale
| Acquisti | Acquisti     | Acquisti | Acquisti |
| R.       | Nome         | da       | Modalità |
| -------- | ------------ | -------- | -------- |
| A        | Darko Pančev | Inter    |          |

| Cessioni | Cessioni      | Cessioni      | Cessioni |
| R.       | Nome          | a             | Modalità |
| -------- | ------------- | ------------- | -------- |
| D        | Holger Bühner | Hansa Rostock |          |

## Risultati

### Bundesliga

#### Girone di andata
| Arbitro: | Amerell |

|                             |           |                         |
| Lindner 10’ Anders 17’, 25’ | Marcatori | 15’, 27’, 69’ Marschall |

| Stoccarda 11 settembre 1993, ore 15:30 CEST 2ª giornata | Stoccarda | 0 – 0 referto | VfB Lipsia | Neckarstadion (17 500 spett.)\| Arbitro: \| Strampe \| |
| Arbitro:                                                | Strampe   |               |            |                                                        |

| Arbitro: | Jansen |

|                                        |           |            |
| Hobsch 16’ Beiersdorfer 54’ Basler 85’ | Marcatori | 15’ Rische |

| Arbitro: | Schmidt |

|            |           |            |
| Edmond 47’ | Marcatori | 26’ Tarnat |

| Arbitro: | Aust |

|                                       |           |  |
| Nerlinger 13’ Matthäus 55’ Schupp 88’ | Marcatori |  |

| Lipsia 4 settembre 1993, ore 15:30 CEST 6ª giornata | VfB Lipsia | 0 – 0 referto | Wattenscheid 09 | Zentralstadion (5 800 spett.)\| Arbitro: \| Albrecht \| |
| Arbitro:                                            | Albrecht   |               |                 |                                                         |

| Arbitro: | Best |

|  |           |           |
|  | Marcatori | 9’ Rische |

| Arbitro: | Krug |

|             |           |                                         |
| Liebers 81’ | Marcatori | 20’, 75’ Bäron 38’ von Heesen 86’ Spies |

| Arbitro: | Strigel |

|                                     |           |            |
| Lehmann 56’ Greiner 70’ Jancker 87’ | Marcatori | 58’ Edmond |

| Arbitro: | Merk |

|                   |           |           |
| Anders 80’ (rig.) | Marcatori | 65’ Salou |

| Arbitro: | Dardenne |

|                 |           |            |
| Furtok 26’, 86’ | Marcatori | 85’ Edmond |

| Lipsia 17 ottobre 1993, ore 18:00 CET 12ª giornata | VfB Lipsia | 0 – 0 referto | Kaiserslautern | Zentralstadion (11 200 spett.)\| Arbitro: \| Zerr \| |
| Arbitro:                                           | Zerr       |               |                |                                                      |

| Arbitro: | Malbranc |

|                                                   |           |  |
| Golke 9’ Zárate 36’ Wück 39’ Sutter 65’ Kubík 73’ | Marcatori |  |

| Arbitro: | Weber |

|              |           |  |
| Heidrich 69’ | Marcatori |  |

| Arbitro: | Dellwing |

|                                          |           |            |
| Eckstein 27’, 57’ Anderbrügge 90’ (rig.) | Marcatori | 88’ Rische |

| Arbitro: | Assenmacher |

|                   |           |                       |
| Weichert 60’, 75’ | Marcatori | 29’ Cardoso 40’ Zeyer |

| Arbitro: | Hauer |

|                               |           |              |
| Schuster 56’ Kirsten 68’, 76’ | Marcatori | 14’ Heidrich |

#### Girone di ritorno
| Arbitro: | Steinborn |

|            |           |  |
| Penksa 16’ | Marcatori |  |

| Lipsia 4 dicembre 1993, ore 15:30 CET 19ª giornata | VfB Lipsia | 0 – 0 referto | Stoccarda | Zentralstadion (5 800 spett.)\| Arbitro: \| Jansen \| |
| Arbitro:                                           | Jansen     |               |           |                                                       |

| Arbitro: | Führer |

|            |           |            |
| Bredow 35’ | Marcatori | 51’ Hobsch |

| Arbitro: | Scheuerer |

|                           |           |            |
| Weidemann 29’ Wohlert 68’ | Marcatori | 50’ Pančev |

| Arbitro: | Krug |

|            |           |                                  |
| Anders 53’ | Marcatori | 2’ Scholl 3’ Nerlinger 31’ Ziege |

| Arbitro: | Strampe |

|               |           |                               |
| Sané 29’, 84’ | Marcatori | 5’ Weichert 88’ (rig.) Anders |

| Arbitro: | Schmidhuber |

|                         |           |                               |
| Heidrich 30’ Anders 81’ | Marcatori | 48’ Chapuisat 73’, 74’ Sippel |

| Arbitro: | Werthmann |

|                                    |           |  |
| Ivanauskas 44’ Bäron 45’ Spörl 67’ | Marcatori |  |

| Arbitro: | Osmers |

|                       |           |                                     |
| Anders 82’ Rische 89’ | Marcatori | 48’ (rig.), 87’ Polster 51’ Baumann |

| Arbitro: | Berg |

|                                                                      |           |            |
| Dahlin 22’, 43’, 51’ Klinkert 39’ Kastenmaier 76’ (rig.) Wynhoff 87’ | Marcatori | 55’ Rische |

| Arbitro: | Dellwing |

|            |           |  |
| Rische 18’ | Marcatori |  |

| Arbitro: | Strigel |

|            |           |  |
| Sforza 88’ | Marcatori |  |

| Arbitro: | Assenmacher |

|  |           |                     |
|  | Marcatori | 4’ Kubík 73’ Criens |

| Arbitro: | Führer |

|                                       |           |                         |
| Šmarov 16’ Schmitt 32’ Schütterle 87’ | Marcatori | 73’ Heidrich 89’ Pančev |

| Arbitro: | Scheuerer |

|                                   |           |                         |
| Bittencourt 71’ Anders 82’ (rig.) | Marcatori | 30’ Müller 44’ Luginger |

| Arbitro: | Weber |

|             |           |  |
| Cardoso 84’ | Marcatori |  |

| Arbitro: | Amerell |

|                      |           |                                           |
| Opoku 20’ Edmond 77’ | Marcatori | 15’ (aut.) Hecking 33’ Sérgio 89’ Kirsten |

### Coppa di Germania
| Arbitro: | Steinborn |

|             |           |  |
| Feldhoff 8’ | Marcatori |  |

## Statistiche

### Statistiche di squadra
| Competizione      | Punti | In casa | In casa | In casa | In casa | In casa | In casa | In trasferta | In trasferta | In trasferta | In trasferta | In trasferta | In trasferta | Totale | Totale | Totale | Totale | Totale | Totale | DR  |
| Competizione      | Punti | G       | V       | N       | P       | Gf      | Gs      | G            | V            | N            | P            | Gf           | Gs           | G      | V      | N      | P      | Gf     | Gs     | DR  |
| ----------------- | ----- | ------- | ------- | ------- | ------- | ------- | ------- | ------------ | ------------ | ------------ | ------------ | ------------ | ------------ | ------ | ------ | ------ | ------ | ------ | ------ | --- |
| Bundesliga        | 17    | 17      | 2       | 9       | 6       | 20      | 28      | 17           | 1            | 2            | 14           | 12           | 41           | 34     | 3      | 11     | 20     | 32     | 69     | -37 |
| Coppa di Germania | -     | 0       | 0       | 0       | 0       | 0       | 0       | 1            | 0            | 0            | 1            | 0            | 1            | 1      | 0      | 0      | 1      | 0      | 1      | -1  |
| Totale            | 17    | 17      | 2       | 9       | 6       | 20      | 28      | 18           | 1            | 2            | 15           | 12           | 42           | 35     | 3      | 11     | 21     | 32     | 70     | -38 |

### Andamento in campionato
| Giornata  | 1 | 2  | 3  | 4  | 5  | 6  | 7  | 8  | 9  | 10 | 11 | 12 | 13 | 14 | 15 | 16 | 17 | 18 | 19 | 20 | 21 | 22 | 23 | 24 | 25 | 26 | 27 | 28 | 29 | 30 | 31 | 32 | 33 | 34 |
| --------- | - | -- | -- | -- | -- | -- | -- | -- | -- | -- | -- | -- | -- | -- | -- | -- | -- | -- | -- | -- | -- | -- | -- | -- | -- | -- | -- | -- | -- | -- | -- | -- | -- | -- |
| Luogo     | C | T  | T  | C  | T  | C  | T  | C  | T  | C  | T  | C  | T  | C  | T  | C  | T  | T  | C  | C  | T  | C  | T  | C  | T  | C  | T  | C  | T  | C  | T  | C  | T  | C  |
| Risultato | N | N  | P  | N  | P  | N  | V  | P  | P  | N  | P  | N  | P  | V  | P  | N  | P  | P  | N  | N  | P  | P  | N  | P  | P  | P  | P  | V  | P  | P  | P  | N  | P  | P  |
| Posizione | 8 | 11 | 12 | 12 | 14 | 14 | 13 | 13 | 14 | 13 | 15 | 14 | 16 | 15 | 15 | 16 | 17 | 18 | 18 | 18 | 18 | 18 | 18 | 18 | 18 | 18 | 18 | 18 | 18 | 18 | 18 | 18 | 18 | 18 |

Legenda:

Luogo: C = Casa; T = Trasferta. Risultato: V = Vittoria; N = Pareggio; P = Sconfitta.

### Statistiche dei giocatori
| Giocatore      | Bundesliga | Bundesliga | Bundesliga  | Bundesliga | Coppa di Germania | Coppa di Germania | Coppa di Germania | Coppa di Germania | Totale   | Totale | Totale      | Totale     |
| Giocatore      | Presenze   | Reti       | Ammonizioni | Espulsioni | Presenze          | Reti              | Ammonizioni       | Espulsioni        | Presenze | Reti   | Ammonizioni | Espulsioni |
| -------------- | ---------- | ---------- | ----------- | ---------- | ----------------- | ----------------- | ----------------- | ----------------- | -------- | ------ | ----------- | ---------- |
| D. Anders      | 32         | 8          | 4           | 1          | 1                 | 0                 | 0                 | 0                 | 33       | 8      | 4           | 1          |
| F. Bittencourt | 22         | 1          | 2           | 1          | 0                 | 0                 | 0                 | 0                 | 22       | 1      | 2           | 1          |
| U. Bredow      | 18         | 1          | 3           | 0          | 0                 | 0                 | 0                 | 0                 | 18       | 1      | 3           | 0          |
| H. Bühner      | 3          | 0          | 0           | 0          | 0                 | 0                 | 0                 | 0                 | 3        | 0      | 0           | 0          |
| J. Doyle       | 7          | 0          | 0           | 1          | 1                 | 0                 | 0                 | 0                 | 8        | 0      | 0           | 1          |
| N. Däbritz     | 24         | 0          | 6           | 1          | 1                 | 0                 | 1                 | 0                 | 25       | 0      | 7           | 1          |
| F. Edmond      | 33         | 4          | 4           | 0          | 1                 | 0                 | 0                 | 0                 | 34       | 4      | 4           | 0          |
| J. Engelmann   | 3          | 0          | 0           | 0          | 1                 | 0                 | 0                 | 0                 | 4        | 0      | 0           | 0          |
| H. Gabriel     | 28         | 0          | 4           | 2          | 1                 | 0                 | 1                 | 0                 | 29       | 0      | 5           | 2          |
| M. Gräfe       | 6          | 0          | 0           | 0          | 0                 | 0                 | 0                 | 0                 | 6        | 0      | 0           | 0          |
| D. Hecking     | 30         | 0          | 6           | 0          | 1                 | 0                 | 0                 | 0                 | 31       | 0      | 6           | 0          |
| S. Heidrich    | 30         | 4          | 5           | 0          | 1                 | 0                 | 0                 | 0                 | 31       | 4      | 5           | 0          |
| R. Kauerhof    | 1          | 0          | 0           | 0          | 0                 | 0                 | 0                 | 0                 | 1        | 0      | 0           | 0          |
| M. Kischko     | 32         | 0          | 0           | 0          | 1                 | 0                 | 0                 | 0                 | 33       | 0      | 0           | 0          |
| R. Koslowski   | 0          | 0          | 0           | 0          | 0                 | 0                 | 0                 | 0                 | 0        | 0      | 0           | 0          |
| T. Kracht      | 7          | 0          | 2           | 1          | 0                 | 0                 | 0                 | 0                 | 7        | 0      | 2           | 1          |
| R. Kujat       | 0          | 0          | 0           | 0          | 0                 | 0                 | 0                 | 0                 | 0        | 0      | 0           | 0          |
| M. Liebers     | 25         | 1          | 2           | 0          | 1                 | 0                 | 0                 | 0                 | 26       | 1      | 2           | 0          |
| M. Lindner     | 31         | 1          | 5           | 0          | 1                 | 0                 | 0                 | 0                 | 32       | 1      | 5           | 0          |
| K. Markosyan   | 0          | 0          | 0           | 0          | 0                 | 0                 | 0                 | 0                 | 0        | 0      | 0           | 0          |
| A. Opoku       | 10         | 1          | 1           | 0          | 0                 | 0                 | 0                 | 0                 | 10       | 1      | 1           | 0          |
| D. Pančev      | 10         | 2          | 2           | 0          | 0                 | 0                 | 0                 | 0                 | 10       | 2      | 2           | 0          |
| J. Rische      | 32         | 6          | 3           | 0          | 1                 | 0                 | 0                 | 0                 | 33       | 6      | 3           | 0          |
| I. Saager      | 2          | 0          | 0           | 0          | 0                 | 0                 | 0                 | 0                 | 2        | 0      | 0           | 0          |
| R. Schmidt     | 8          | 0          | 0           | 0          | 0                 | 0                 | 0                 | 0                 | 8        | 0      | 0           | 0          |
| U. Trommer     | 26         | 0          | 9           | 1          | 0                 | 0                 | 0                 | 0                 | 26       | 0      | 9           | 1          |
| F. Weichert    | 14         | 3          | 3           | 0          | 0                 | 0                 | 0                 | 0                 | 14       | 3      | 3           | 0          |